# Eredivisie 2024-2025 (pallavolo femminile)
L'Eredivisie 2024-2025, 78ª edizione della massima serie del campionato olandese di pallavolo femminile si è svolta dal 5 ottobre 2024 al 2 maggio 2025: al torneo hanno partecipato nove squadre di club olandesi e la vittoria finale è andata per la quinta volta, la terza consecutiva, allo Sneek.

## Regolamento

### Formula
La formula ha previsto:
- Regular season, disputata con girone all'italiana, con gare di andata e ritorno, per un totale di diciotto giornate: le prime quattro classificate hanno acceduto alla Poule A della seconda fase, mentre le rimanenti cinque squadre hanno acceduto alla Poule B;
- Poule A, disputata con girone all'italiana, con gare di andata e ritorno, per un totale di sei giornate. Per la classifica le squadre qualificate hanno ricevuto un punteggio bonus in base alla posizione in regular season: 3 punti alla prima classificata, 2 punti alla seconda, 1 punto alla terza e nessun punto alla quarta. Tutte le squadre hanno acceduto ai play-off scudetto, con le prime due ammesse direttamente alle semifinali;
- Poule B, disputata con girone all'italiana, con gare di andata e ritorno, per un totale di dieci giornate. Per la classifica le squadre qualificate hanno ricevuto un punteggio bonus in base alla posizione in regular season: 4 punti alla quinta classificata, 3 punti alla sesta, 2 punti alla settima, 1 punto all'ottava e nessun punto alla nona. Le prime due squadre classificate hanno acceduto ai play-off scudetto;
- Play-off scudetto, strutturati con quarti di finale e semifinali, disputate al meglio di due vittorie su tre gare, e finale al meglio delle tre vittorie su cinque gare.

### Criteri di classifica
Se il risultato finale è stato di 3-0 o 3-1 sono stati assegnati 3 punti alla squadra vincente e 0 a quella sconfitta, se il risultato finale è stato di 3-2 sono stati assegnati 2 punti alla squadra vincente e 1 a quella sconfitta.
L'ordine del posizionamento in classifica è stato definito in base a:
- Punti;
- Ratio dei set vinti/persi;
- Ratio dei punti realizzati/subiti;
- Risultati degli scontri diretti[3].

## Squadre partecipanti
Al campionato di Eredivisie 2024-24 hanno partecipato nove squadre di club olandesi: il Voltena ha rinunciato al rinnovo della licenza.
| Club             | Stagione | Città         | Impianto                 | Stagione precedente                                              |
| ---------------- | -------- | ------------- | ------------------------ | ---------------------------------------------------------------- |
| Activia          | dettagli | Sint Anthonis | Activiahal               | 9ª in Eredivisie; 4ª Poule-B                                     |
| Apollo 8         | dettagli | Borne         | De Veste                 | 3ª in Eredivisie; 2ª Poule-A; semifinali play-off scudetto       |
| Dynamo Apeldoorn | dettagli | Apeldoorn     | Omnisport Apeldoorn      | 7ª in Eredivisie; 1ª Poule-B; semifinali play-off scudetto       |
| Peelpush         | dettagli | Meijel        | Sporthal de Körref       | 8ª in Eredivisie; 5ª Poule-B                                     |
| Sliedrecht       | dettagli | Sliedrecht    | Sporthal De Basis        | 5ª in Eredivisie; 3ª Poule-B                                     |
| Sneek            | dettagli | Sneek         | Sneker Sporthal          | 1ª in Eredivisie; 1ª Poule-A; Campione dei Paesi Bassi           |
| Sudosa-Desto     | dettagli | Assen         | Sporthal Olympus         | 2ª in Eredivisie; 3ª Poule-A; quarti di finale play-off scudetto |
| Utrecht          | dettagli | Utrecht       | Galgenwaard Sportcentrum | 6ª in Eredivisie; 2ª Poule-B; finale play-off scudetto           |
| Zwolle           | dettagli | Zwolle        | Landstede Sportcentrum   | 4ª in Eredivisie; 4ª Poule-A; quarti di finale play-off scudetto |

## Torneo

### Regular season

#### Risultati
| Prima giornata |                             |       |                                   |
|                |                             |       |                                   |
| Riposa:        | Sneek                       | Sneek | Sneek                             |
| 05-10          | Apollo 8 - Dynamo Apeldoorn | 3-1   | 25-19, 22-25, 25-12, 25-23        |
| 05-10          | Sliedrecht - Activia        | 3-2   | 25-27, 20-25, 26-24, 28-26, 16-14 |
| 05-10          | Sudosa-Desto - Utrecht      | 3-0   | 25-16, 25-20, 25-16               |
| 06-10          | Peelpush - Zwolle           | 0-3   | 23-25, 22-25, 23-25               |

| Seconda giornata |                               |          |                                  |
|                  |                               |          |                                  |
| Riposa:          | Apollo 8                      | Apollo 8 | Apollo 8                         |
| 12-10            | Dynamo Apeldoorn - Sliedrecht | 3-1      | 25-14, 23-25, 26-24, 25-20       |
| 12-10            | Zwolle - Sneek                | 1-3      | 22-25, 20-25, 25-18, 19-25       |
| 12-10            | Activia - Sudosa-Desto        | 2-3      | 25-22, 25-27, 25-22, 17-25, 8-15 |
| 12-10            | Utrecht - Peelpush            | 0-3      | 24-26, 20-25, 26-28              |

| Terza giornata |                                 |        |                                   |
|                |                                 |        |                                   |
| Riposa:        | Zwolle                          | Zwolle | Zwolle                            |
| 19-10          | Sneek - Utrecht                 | 3-1    | 22-25, 25-23, 25-17, 25-19        |
| 19-10          | Sliedrecht - Apollo 8           | 3-0    | 25-22, 25-17, 25-19               |
| 19-10          | Sudosa-Desto - Dynamo Apeldoorn | 2-3    | 25-14, 21-25, 24-26, 27-25, 13-15 |
| 20-10          | Peelpush - Activia              | 2-3    | 25-20, 13-25, 20-25, 25-23, 8-15  |

| Quarta giornata |                             |            |                            |
|                 |                             |            |                            |
| Riposa:         | Sliedrecht                  | Sliedrecht | Sliedrecht                 |
| 26-10           | Activia - Sneek             | 0-3        | 20-25, 24-26, 16-25        |
| 26-10           | Dynamo Apeldoorn - Peelpush | 3-1        | 22-25, 25-13, 25-20, 25-23 |
| 26-10           | Apollo 8 - Sudosa-Desto     | 3-1        | 23-25, 25-15, 25-18, 25-22 |
| 07-12           | Utrecht - Zwolle            | 1-3        | 21-25, 16-25, 25-21, 20-25 |

| Quinta giornata |                           |         |                                   |
|                 |                           |         |                                   |
| Riposa:         | Utrecht                   | Utrecht | Utrecht                           |
| 29-10           | Peelpush - Apollo 8       | 2-3     | 12-25, 25-21, 18-25, 25-12, 13-15 |
| 30-10           | Zwolle - Activia          | 3-0     | 25-21, 25-19, 25-20               |
| 30-10           | Sneek - Dynamo Apeldoorn  | 3-1     | 25-21, 23-25, 25-18, 25-21        |
| 30-10           | Sudosa-Desto - Sliedrecht | 0-3     | 22-25, 18-25, 13-25               |

| Sesta giornata |                           |              |                            |
|                |                           |              |                            |
| Riposa:        | Sudosa-Desto              | Sudosa-Desto | Sudosa-Desto               |
| 02-11          | Dynamo Apeldoorn - Zwolle | 3-1          | 22-25, 28-26, 25-19, 25-21 |
| 02-11          | Sliedrecht - Peelpush     | 3-1          | 25-18, 24-26, 25-16, 25-18 |
| 02-11          | Activia - Utrecht         | 3-0          | 25-14, 26-24, 25-20        |
| 03-11          | Apollo 8 - Sneek          | 1-3          | 25-27, 25-14, 20-25, 17-25 |

| Settima giornata |                            |         |                                  |
|                  |                            |         |                                  |
| Riposa:          | Activia                    | Activia | Activia                          |
| 09-11            | Zwolle - Apollo 8          | 2-3     | 21-25, 25-20, 25-15, 23-25, 9-15 |
| 09-11            | Sneek - Sliedrecht         | 3-0     | 25-19, 25-22, 25-17              |
| 09-11            | Utrecht - Dynamo Apeldoorn | 3-0     | 25-19, 25-17, 27-25              |
| 10-11            | Peelpush - Sudosa-Desto    | 1-3     | 25-21, 18-25, 16-25, 21-25       |

| Ottava giornata |                            |          |                                  |
|                 |                            |          |                                  |
| Riposa:         | Peelpush                   | Peelpush | Peelpush                         |
| 16-11           | Dynamo Apeldoorn - Activia | 3-1      | 21-25, 25-16, 25-22, 25-21       |
| 16-11           | Apollo 8 - Utrecht         | 2-3      | 22-25, 17-25, 25-15, 25-11, 8-15 |
| 16-11           | Sliedrecht - Zwolle        | 3-1      | 22-25, 25-22, 25-17, 25-23       |
| 17-11           | Sudosa-Desto - Sneek       | 2-3      | 25-23, 25-23, 20-25, 20-25, 8-15 |

| Nona giornata |                       |                  |                                  |
|               |                       |                  |                                  |
| Riposa:       | Dynamo Apeldoorn      | Dynamo Apeldoorn | Dynamo Apeldoorn                 |
| 19-11         | Activia - Apollo 8    | 3-2              | 25-23, 15-25, 22-25, 25-23, 15-8 |
| 20-11         | Zwolle - Sudosa-Desto | 0-3              | 16-25, 23-25, 16-25              |
| 20-11         | Sneek - Peelpush      | 3-0              | 25-17, 25-19, 25-22              |
| 21-11         | Utrecht - Sliedrecht  | 3-0              | 25-22, 25-23, 25-21              |

| Decima giornata |                               |          |                                  |
|                 |                               |          |                                  |
| Riposa:         | Apollo 8                      | Apollo 8 | Apollo 8                         |
| 23-11           | Sliedrecht - Dynamo Apeldoorn | 1-3      | 18-25, 16-25, 25-22, 15-25       |
| 23-11           | Sneek - Zwolle                | 3-2      | 20-25, 25-16, 24-26, 25-20, 15-8 |
| 24-11           | Peelpush - Utrecht            | 3-1      | 25-17, 26-28, 25-18, 25-23       |
| 07-12           | Sudosa-Desto - Activia        | 3-1      | 25-17, 25-16, 14-25, 25-21       |

| Undicesima giornata |                                 |        |                                   |
|                     |                                 |        |                                   |
| Riposa:             | Zwolle                          | Zwolle | Zwolle                            |
| 30-11               | Activia - Peelpush              | 3-1    | 25-15, 25-14, 25-27, 25-16        |
| 30-11               | Utrecht - Sneek                 | 0-3    | 21-25, 19-25, 21-25               |
| 30-11               | Dynamo Apeldoorn - Sudosa-Desto | 2-3    | 28-26, 22-25, 25-19, 19-25, 10-15 |
| 01-12               | Apollo 8 - Sliedrecht           | 1-3    | 19-25, 21-25, 25-18, 14-25        |

| Dodicesima giornata |                             |            |                            |
|                     |                             |            |                            |
| Riposa:             | Sliedrecht                  | Sliedrecht | Sliedrecht                 |
| 26-10               | Zwolle - Utrecht            | 3-0        | 25-22, 25-15, 25-11        |
| 23-11               | Sudosa-Desto - Apollo 8     | 0-3        | 23-25, 19-25, 23-25        |
| 08-12               | Peelpush - Dynamo Apeldoorn | 1-3        | 25-19, 18-25, 19-25, 19-25 |
| 14-12               | Sneek - Activia             | 3-1        | 18-25, 25-23, 25-21, 25-17 |

| Tredicesima giornata |                           |         |                            |
|                      |                           |         |                            |
| Riposa:              | Utrecht                   | Utrecht | Utrecht                    |
| 18-12                | Sliedrecht - Sudosa-Desto | 0-3     | 13-25, 23-25, 21-25        |
| 19-12                | Dynamo Apeldoorn - Sneek  | 0-3     | 19-25, 20-25, 21-25        |
| 19-12                | Apollo 8 - Peelpush       | 3-1     | 25-17, 25-23, 21-25, 25-15 |
| 21-01                | Activia - Zwolle          | 1-3     | 23-25, 25-18, 20-25, 19-25 |

| Quattordicesima giornata |                           |              |                            |
|                          |                           |              |                            |
| Riposa:                  | Sudosa-Desto              | Sudosa-Desto | Sudosa-Desto               |
| 23-11                    | Utrecht - Activia         | 1-3          | 25-22, 23-25, 20-25, 13-25 |
| 07-12                    | Sneek - Apollo 8          | 3-1          | 16-25, 25-22, 25-21, 25-20 |
| 14-12                    | Zwolle - Dynamo Apeldoorn | 1-3          | 21-25, 18-25, 25-23, 21-25 |
| 15-12                    | Peelpush - Sliedrecht     | 0-3          | 27-29, 15-25, 22-25        |

| Quindicesima giornata |                            |         |                                  |
|                       |                            |         |                                  |
| Riposa:               | Activia                    | Activia | Activia                          |
| 11-01                 | Dynamo Apeldoorn - Utrecht | 3-2     | 22-25, 25-23, 16-25, 25-16, 15-7 |
| 11-01                 | Apollo 8 - Zwolle          | 3-1     | 20-25, 25-21, 25-21, 25-19       |
| 11-01                 | Sliedrecht - Sneek         | 0-3     | 21-25, 21-25, 22-25              |
| 11-01                 | Sudosa-Desto - Peelpush    | 3-0     | 28-26, 25-14, 25-8               |

| Sedicesima giornata |                            |          |                            |
|                     |                            |          |                            |
| Riposa:             | Peelpush                   | Peelpush | Peelpush                   |
| 18-01               | Zwolle - Sliedrecht        | 1-3      | 16-25, 20-25, 28-26, 11-25 |
| 18-01               | Activia - Dynamo Apeldoorn | 0-3      | 23-25, 19-25, 21-25        |
| 18-01               | Sneek - Sudosa-Desto       | 3-0      | 25-16, 25-11, 25-12        |
| 18-01               | Utrecht - Apollo 8         | 3-0      | 25-21, 25-18, 25-23        |

| Diciassettesima giornata |                       |                  |                            |
|                          |                       |                  |                            |
| Riposa:                  | Dynamo Apeldoorn      | Dynamo Apeldoorn | Dynamo Apeldoorn           |
| 14-01                    | Apollo 8 - Activia    | 1-3              | 23-25, 25-18, 21-25, 22-25 |
| 15-01                    | Sliedrecht - Utrecht  | 3-1              | 25-18, 24-26, 25-11, 25-21 |
| 15-01                    | Sudosa-Desto - Zwolle | 3-1              | 25-20, 22-25, 25-19, 25-12 |
| 16-01                    | Peelpush - Sneek      | 1-3              | 17-25, 25-18, 16-25, 19-25 |

| Diciottesima giornata |                             |       |                                   |
|                       |                             |       |                                   |
| Riposa:               | Sneek                       | Sneek | Sneek                             |
| 14-12                 | Utrecht - Sudosa-Desto      | 0-3   | 22-25, 15-25, 24-26               |
| 25-01                 | Dynamo Apeldoorn - Apollo 8 | 3-2   | 24-26, 27-29, 25-21, 25-17, 15-6  |
| 25-01                 | Zwolle - Peelpush           | 3-0   | 27-25, 25-18, 25-23               |
| 25-01                 | Activia - Sliedrecht        | 2-3   | 14-25, 25-18, 21-25, 25-20, 11-15 |

#### Classifica
| Pos. | Squadra          | Pt | G  | V  | P  | SV | SP | Ratio | PF    | PS    | Ratio |
| ---- | ---------------- | -- | -- | -- | -- | -- | -- | ----- | ----- | ----- | ----- |
| 1.   | Sneek            | 46 | 16 | 16 | 0  | 48 | 11 | 4,364 | 1 402 | 1 186 | 1,182 |
| 2.   | Dynamo Apeldoorn | 31 | 16 | 11 | 5  | 37 | 28 | 1,321 | 1 469 | 1 404 | 1,046 |
| 3.   | Sudosa-Desto     | 30 | 16 | 10 | 6  | 35 | 25 | 1,400 | 1 327 | 1 251 | 1,061 |
| 4.   | Sliedrecht       | 28 | 16 | 10 | 6  | 32 | 27 | 1,185 | 1 338 | 1 278 | 1,047 |
| 5.   | Apollo 8         | 22 | 16 | 7  | 9  | 31 | 35 | 0,886 | 1 424 | 1 413 | 1,008 |
| 6.   | Zwolle           | 20 | 16 | 6  | 10 | 29 | 32 | 0,906 | 1 330 | 1 376 | 0,967 |
| 7.   | Activia          | 19 | 16 | 6  | 10 | 28 | 37 | 0,757 | 1 407 | 1 423 | 0,989 |
| 8.   | Utrecht          | 12 | 16 | 4  | 12 | 19 | 38 | 0,500 | 1 173 | 1 335 | 0,879 |
| 9.   | Peelpush         | 8  | 16 | 2  | 14 | 17 | 43 | 0,395 | 1 217 | 1 421 | 0,856 |

      Qualificata alla Poule A
      Qualificata alla Poule B

### Poule A

#### Risultati
| Prima giornata |                                 |     |                                   |
|                |                                 |     |                                   |
| 08-02          | Sliedrecht - Sneek              | 3-2 | 20-25, 25-18, 27-25, 20-25, 15-10 |
| 08-02          | Sudosa-Desto - Dynamo Apeldoorn | 3-2 | 18-25, 25-17, 16-25, 25-10, 15-9  |

| Seconda giornata |                               |     |                            |
|                  |                               |     |                            |
| 15-02            | Dynamo Apeldoorn - Sliedrecht | 1-3 | 22-25, 22-25, 25-21, 25-27 |
| 15-02            | Sneek - Sudosa-Desto          | 3-0 | 25-18, 25-14, 25-19        |

| Terza giornata |                           |     |                                  |
|                |                           |     |                                  |
| 22-02          | Sliedrecht - Sudosa-Desto | 3-2 | 23-25, 25-19, 25-21, 18-25, 15-7 |
| 22-02          | Sneek - Dynamo Apeldoorn  | 3-0 | 25-13, 25-19, 25-16              |

| Quarta giornata |                               |     |                            |
|                 |                               |     |                            |
| 08-03           | Sliedrecht - Dynamo Apeldoorn | 1-3 | 25-27, 16-25, 25-16, 18-25 |
| 08-03           | Sudosa-Desto - Sneek          | 1-3 | 29-31, 25-16, 22-25, 26-28 |

| Quinta giornata |                           |     |                            |
|                 |                           |     |                            |
| 22-03           | Sudosa-Desto - Sliedrecht | 0-3 | 21-25, 16-25, 16-25        |
| 23-03           | Dynamo Apeldoorn - Sneek  | 3-1 | 22-25, 25-22, 25-20, 25-23 |

| Sesta giornata |                                 |     |                            |
|                |                                 |     |                            |
| 29-03          | Dynamo Apeldoorn - Sudosa-Desto | 3-1 | 25-23, 21-25, 25-14, 25-21 |
| 29-03          | Sneek - Sliedrecht              | 1-3 | 18-25, 21-25, 25-20, 14-25 |

#### Classifica
| Pos. | Squadra          | Pt tot | Bonus | Pt | G | V | P | SV | SP | Ratio | PF  | PS  | Ratio |
| ---- | ---------------- | ------ | ----- | -- | - | - | - | -- | -- | ----- | --- | --- | ----- |
| 1.   | Sliedrecht       | 13     | 0     | 13 | 6 | 5 | 1 | 16 | 9  | 1,778 | 565 | 518 | 1,091 |
| 2.   | Sneek            | 13     | 3     | 10 | 6 | 3 | 3 | 13 | 10 | 1,300 | 521 | 500 | 1,042 |
| 3.   | Dynamo Apeldoorn | 12     | 2     | 10 | 6 | 3 | 3 | 12 | 12 | 1,000 | 514 | 529 | 0,972 |
| 4.   | Sudosa-Desto     | 4      | 1     | 3  | 6 | 1 | 5 | 7  | 17 | 0,412 | 485 | 538 | 0,901 |

      Qualificata alle semifinali dei play-off scudetto
      Qualificata ai play-off scudetto

### Poule B

#### Risultati
| Prima giornata |                   |          |                     |
|                |                   |          |                     |
| Riposa:        | Apollo 8          | Apollo 8 | Apollo 8            |
| 08-02          | Utrecht - Activia | 3-0      | 25-20, 25-17, 25-20 |
| 09-02          | Peelpush - Zwolle | 0-3      | 22-25, 15-25, 24-26 |

| Seconda giornata |                    |        |                            |
|                  |                    |        |                            |
| Riposa:          | Zwolle             | Zwolle | Zwolle                     |
| 15-02            | Activia - Apollo 8 | 1-3    | 13-25, 22-25, 25-18, 22-25 |
| 15-02            | Utrecht - Peelpush | 3-1    | 25-23, 19-25, 25-19, 25-11 |

| Terza giornata |                    |         |                                   |
|                |                    |         |                                   |
| Riposa:        | Utrecht            | Utrecht | Utrecht                           |
| 18-02          | Peelpush - Activia | 3-2     | 25-23, 22-25, 25-21, 24-26, 17-15 |
| 19-02          | Apollo 8 - Zwolle  | 3-0     | 25-18, 25-22, 25-22               |

| Quarta giornata |                    |          |                     |
|                 |                    |          |                     |
| Riposa:         | Peelpush           | Peelpush | Peelpush            |
| 22-02           | Utrecht - Apollo 8 | 3-0      | 25-23, 25-22, 25-23 |
| 23-02           | Zwolle - Activia   | 0-3      | 16-25, 20-25, 24-26 |

| Quinta giornata |                     |         |                            |
|                 |                     |         |                            |
| Riposa:         | Activia             | Activia | Activia                    |
| 08-03           | Apollo 8 - Peelpush | 3-0     | 25-23, 25-21, 25-20        |
| 09-03           | Zwolle - Utrecht    | 3-1     | 25-18, 25-23, 21-25, 25-21 |

| Sesta giornata |                    |        |                            |
|                |                    |        |                            |
| Riposa:        | Zwolle             | Zwolle | Zwolle                     |
| 16-03          | Apollo 8 - Activia | 3-0    | 25-18, 25-11, 25-21        |
| 16-03          | Peelpush - Utrecht | 1-3    | 21-25, 26-24, 17-25, 18-25 |

| Settima giornata |                    |         |                            |
|                  |                    |         |                            |
| Riposa:          | Utrecht            | Utrecht | Utrecht                    |
| 18-03            | Activia - Peelpush | 1-3     | 26-28, 25-19, 24-26, 17-25 |
| 19-03            | Zwolle - Apollo 8  | 1-3     | 25-22, 20-25, 25-27, 19-25 |

| Ottava giornata |                    |          |                    |
|                 |                    |          |                    |
| Riposa:         | Peelpush           | Peelpush | Peelpush           |
| 22-03           | Activia - Zwolle   | 0-3      | 14-25, 17-25, 8-25 |
| 22-03           | Apollo 8 - Utrecht | 3-0      | 25-22, 25-9, 25-17 |

| Nona giornata |                     |         |                                  |
|               |                     |         |                                  |
| Riposa:       | Activia             | Activia | Activia                          |
| 27-03         | Utrecht - Zwolle    | 2-3     | 25-21, 17-25, 25-20, 22-25, 9-15 |
| 27-03         | Peelpush - Apollo 8 | 0-3     | 13-25, 11-25, 19-25              |

| Decima giornata |                   |          |                            |
|                 |                   |          |                            |
| Riposa:         | Apollo 8          | Apollo 8 | Apollo 8                   |
| 29-03           | Zwolle - Peelpush | 0-3      | 19-25, 17-25, 21-25        |
| 29-03           | Activia - Utrecht | 1-3      | 25-16, 19-25, 22-25, 18-25 |

#### Classifica
| Pos. | Squadra  | Pt tot | Bonus | Pt | G | V | P | SV | SP | Ratio | PF  | PS  | Ratio |
| ---- | -------- | ------ | ----- | -- | - | - | - | -- | -- | ----- | --- | --- | ----- |
| 5.   | Apollo 8 | 25     | 4     | 21 | 8 | 7 | 1 | 21 | 5  | 4,200 | 635 | 513 | 1,238 |
| 6.   | Utrecht  | 17     | 1     | 16 | 8 | 5 | 3 | 18 | 12 | 1,500 | 667 | 646 | 1,033 |
| 7.   | Zwolle   | 14     | 3     | 11 | 8 | 4 | 4 | 13 | 15 | 0,867 | 621 | 610 | 1,018 |
| 8.   | Peelpush | 8      | 0     | 8  | 8 | 3 | 5 | 11 | 18 | 0,611 | 614 | 678 | 0,906 |
| 9.   | Activia  | 6      | 2     | 6  | 8 | 1 | 7 | 8  | 21 | 0,381 | 590 | 680 | 0,868 |

      Qualificata ai play-off scudetto

### Play-off scudetto

#### Tabellone
|  | Quarti di finale | Quarti di finale | Quarti di finale | Quarti di finale | Quarti di finale |   |            | Semifinali | Semifinali | Semifinali | Semifinali | Semifinali |  |  | Finale | Finale | Finale | Finale | Finale | Finale | Finale |  |
|  |                  |                  |                  |                  |                  |   |            |            |            |            |            |            |  |  |        |        |        |        |        |        |        |  |
|  |                  |                  |                  |                  |                  |   |            | 1          | Sliedrecht | 3          | 3          |            |  |  |        |        |        |        |        |        |        |  |
|  |                  |                  |                  |                  |                  |   |            | 1          | Sliedrecht | 3          | 3          |            |  |  |        |        |        |        |        |        |        |  |
|  |                  |                  | 5                | Apollo 8         | 2                | 2 |            |            |            |            |            |            |  |  |        |        |        |        |        |        |        |  |
|  | 4                | Sudosa-Desto     | 5                | Apollo 8         | 2                | 2 | 0          | 2          |            |            |            |            |  |  |        |        |        |        |        |        |        |  |
|  | 4                | Sudosa-Desto     |                  |                  |                  |   |            |            |            |            |            |            |  |  |        |        |        |        |        |        |        |  |
|  | 5                | Apollo 8         | 3                | 3                |                  |   |            |            |            |            |            |            |  |  |        |        |        |        |        |        |        |  |
|  | 5                | Apollo 8         | 3                | 3                |                  | 1 | Sliedrecht | 2          | 0          | 3          | 0          |            |  |  |        |        |        |        |        |        |        |  |
|  |                  |                  |                  |                  |                  |   |            |            |            |            |            |            |  |  |        |        |        |        |        |        |        |  |
|  |                  |                  | 2                | Sneek            | 3                | 3 | 0          | 3          |            |            |            |            |  |  |        |        |        |        |        |        |        |  |
|  |                  |                  |                  |                  |                  | 3 | 0          | 3          |            |            |            |            |  |  |        |        |        |        |        |        |        |  |
|  |                  |                  |                  |                  |                  |   |            |            |            |            |            |            |  |  |        |        |        |        |        |        |        |  |
|  |                  |                  |                  |                  |                  |   |            |            |            |            |            |            |  |  |        |        |        |        |        |        |        |  |
|  |                  | 2                | Sneek            | 3                | 3                |   |            |            |            |            |            |            |  |  |        |        |        |        |        |        |        |  |
|  |                  |                  |                  |                  |                  |   |            |            |            |            |            |            |  |  |        |        |        |        |        |        |        |  |
|  |                  |                  | 3                | Dynamo Apeldoorn | 2                | 1 |            |            |            |            |            |            |  |  |        |        |        |        |        |        |        |  |
|  | 3                | Dynamo Apeldoorn | 3                | Dynamo Apeldoorn | 2                | 1 | 3          | 3          |            |            |            |            |  |  |        |        |        |        |        |        |        |  |
|  | 3                | Dynamo Apeldoorn |                  |                  |                  |   |            |            |            |            |            |            |  |  |        |        |        |        |        |        |        |  |
|  | 6                | Utrecht          | 0                | 1                |                  |   |            |            |            |            |            |            |  |  |        |        |        |        |        |        |        |  |

#### Risultati

##### Quarti di finale
| Gara 1 |                            |     |                     |
|        |                            |     |                     |
| 05-04  | Sudosa-Desto - Apollo 8    | 0-3 | 20-25, 24-26, 21-25 |
| 05-04  | Utrecht - Dynamo Apeldoorn | 0-3 | 17-25, 20-25, 23-25 |

| Gara 2 |                            |     |                                   |
|        |                            |     |                                   |
| 06-04  | Apollo 8 - Sudosa-Desto    | 3-2 | 25-19, 17-25, 25-21, 15-25, 15-11 |
| 06-04  | Dynamo Apeldoorn - Utrecht | 3-1 | 23-25, 25-16, 25-21, 25-15        |

##### Semifinali
| Gara 1 |                          |     |                                   |
|        |                          |     |                                   |
| 12-04  | Dynamo Apeldoorn - Sneek | 2-3 | 25-17, 25-21, 17-25, 19-25, 12-15 |
| 12-04  | Sliedrecht - Apollo 8    | 3-2 | 23-25, 25-16, 20-25, 25-21, 15-4  |

| Gara 2 |                          |     |                                  |
|        |                          |     |                                  |
| 13-04  | Sneek - Dynamo Apeldoorn | 3-1 | 25-17, 25-16, 22-25, 25-23       |
| 13-04  | Apollo 8 - Sliedrecht    | 2-3 | 19-25, 25-20, 25-17, 22-25, 7-15 |

##### Finale
| Gara 1 |                    |     |                                   |
|        |                    |     |                                   |
| 24-04  | Sliedrecht - Sneek | 2-3 | 25-23, 22-25, 19-25, 25-19, 12-15 |

| Gara 2 |                    |     |                     |
|        |                    |     |                     |
| 27-04  | Sneek - Sliedrecht | 3-0 | 25-22, 25-16, 25-14 |

| Gara 3 |                    |     |                     |
|        |                    |     |                     |
| 30-04  | Sliedrecht - Sneek | 3-0 | 25-14, 26-24, 25-18 |

| Gara 4 |                    |     |                     |
|        |                    |     |                     |
| 02-05  | Sneek - Sliedrecht | 3-0 | 25-21, 25-23, 25-19 |

## Classifica finale
| Pos | Squadra          | Qualificazione |
| --- | ---------------- | -------------- |
|     | Sneek            |                |
| 2   | Sliedrecht       |                |
| 3   | Dynamo Apeldoorn |                |
| 4   | Apollo 8         |                |
| 5   | Sudosa-Desto     |                |
| 6   | Utrecht          |                |
| 7   | Zwolle           |                |
| 8   | Peelpush         |                |
| 9   | Activia          |                |

## Statistiche
| Rendimento individuale | Rendimento individuale | Rendimento individuale | Rendimento individuale |
| Pos.                   | Nome                   | Punti                  | Squadra                |
| ---------------------- | ---------------------- | ---------------------- | ---------------------- |
| 1                      | Evie van Kerkvoorde    | 452                    | Sliedrecht             |
| 2                      | Jet Kok                | 356                    | Dynamo Apeldoorn       |
| 3                      | Britt Schreurs         | 301                    | Sneek                  |
| 4                      | Nikki van der Veen     | 268                    | Sliedrecht             |
| 5                      | Lotte van der Horst    | 252                    | Apollo 8               |
| 6                      | Carlijn Koebrugge      | 246                    | Apollo 8               |
| 7                      | Dagmar Mourits         | 243                    | Dynamo Apeldoorn       |
| 8                      | Nynke Hofstede         | 241                    | Sneek                  |
| 8                      | Anniek Siebring        | 241                    | Sneek                  |
| 10                     | Roos Wessels           | 240                    | Apollo 8               |

| Attacchi vincenti | Attacchi vincenti   | Attacchi vincenti | Attacchi vincenti |
| Pos.              | Nome                | Punti             | Squadra           |
| ----------------- | ------------------- | ----------------- | ----------------- |
| 1                 | Evie van Kerkvoorde | 356               | Sliedrecht        |
| 2                 | Jet Kok             | 300               | Dynamo Apeldoorn  |
| 3                 | Britt Schreurs      | 263               | Sneek             |
| 4                 | Nikki van der Veen  | 222               | Sliedrecht        |
| 5                 | Femke de Joode      | 214               | Peelpush          |
| 6                 | Dagmar Mourits      | 202               | Dynamo Apeldoorn  |
| 7                 | Lotte van der Horst | 199               | Apollo 8          |
| 7                 | Christie Wolt       | 199               | Utrecht           |
| 9                 | Lynn van Mill       | 197               | Utrecht           |
| 10                | Anniek Siebring     | 191               | Sneek             |

| Muri vincenti | Muri vincenti         | Muri vincenti | Muri vincenti    |
| Pos.          | Nome                  | Punti         | Squadra          |
| ------------- | --------------------- | ------------- | ---------------- |
| 1             | Roos Wessels          | 90            | Apollo 8         |
| 2             | Carlijn Koebrugge     | 64            | Apollo 8         |
| 3             | Nynke Hofstede        | 59            | Sneek            |
| 4             | Maureen van der Woude | 58            | Sudosa-Desto     |
| 5             | Marit Pasterkamp      | 53            | Utrecht          |
| 6             | Pleun Ypma            | 52            | Utrecht          |
| 7             | Maaike Heilig         | 50            | Sneek            |
| 7             | Emily Silderhuis      | 50            | Zwolle           |
| 9             | Lana Lijkendijk       | 45            | Sliedrecht       |
| 10            | Fleur Schaars         | 42            | Dynamo Apeldoorn |

| Battute vincenti | Battute vincenti    | Battute vincenti | Battute vincenti |
| Pos.             | Nome                | Punti            | Squadra          |
| ---------------- | ------------------- | ---------------- | ---------------- |
| 1                | Evie van Kerkvoorde | 55               | Sliedrecht       |
| 2                | Jet Kok             | 36               | Dynamo Apeldoorn |
| 3                | Eline Mosselaar     | 33               | Sudosa-Desto     |
| 3                | Eline Rohaan        | 33               | Apollo 8         |
| 5                | Nynke Hofstede      | 32               | Sneek            |
| 5                | Marit Pasterkamp    | 32               | Utrecht          |
| 7                | Suus Gerritsen      | 31               | Dynamo Apeldoorn |
| 8                | Lana Lijkendijk     | 29               | Sliedrecht       |
| 8                | Lotte van der Horst | 29               | Apollo 8         |
| 10               | Carlijn Koebrugge   | 28               | Apollo 8         |
| 10               | Nikki van der Veen  | 28               | Sliedrecht       |